# 김현지 (성우)
김현지(1982년 4월 11일 ~ )는 대한민국의 성우로, 2006년 투니버스 6기 공채로 입사했다.

## 학력
- 경성대학교 연극영화과

## 애니메이션 출연 작품
굵은  글씨는 메인 캐릭터.

### 투니버스
- 베이블레이드 버스트 (투니버스) - 강산
- 개구리 중사 케로로 (투니버스) - 푸루루 간호장교
- 명탐정 코난, 괴도 키드 (투니버스) - 이혜미
- 꿈의 크레용 왕국 (투니버스) - 오팔 왕비
- 내일의 나쟈 (투니버스) - 에반스 선생
- 닌자보이 란타로 (투니버스) - 키산타, 사부로
- 닌자펭귄 땡글이 (투니버스) - 소녀
- 닥터 슬럼프 (투니버스) - 서따지
- 달려라 이다텐 (투니버스) - 기쿠
- 따끈따끈 베이커리 (투니버스) - 여동생
- 란마 1/2 (투니버스) - 샴푸
- 무인행성 서바이브 (투니버스)
- 미래전사 씨어 (투니버스) - 루미, 아기콩
- 미소의 세상 스페셜 (투니버스)
- 록맨 에그제 스트림 (투니버스)
- 마리와 강아지 이야기 (투니버스) - 아야 신비한 별의 쌍둥이 공주 (투니버스) - 엘레나, 티오, 펄, 고첼, 미아
  - 신비한 별의 쌍둥이 공주 꼬옥! (투니버스) - 퓨퓨, 샤샤, 칼로리, 티오
- 말짱 꽝돌이 (투니버스) - 앵두
- 메탈베이블레이드 (투니버스) - 지니
- 아따맘마 (투니버스) - 은찬, 현서, 꼬마
  - 새로운 아따맘마 (투니버스) - 은찬
- 명탐정 코난 (투니버스) - 김유미, 문수미, 성유경
- 배틀짱 - 베키 울프, 신 보좌관
- 슈가슈가룬 - 김태우
- 마법소녀 리리칼 나노하 - 아리사 버닝스
- 꼬마마법사 레미 비밀편 - 파미, 경수, 안나, 병호
- 오란고교 사교클럽 - 호샤쿠지 렌게
- 츠바사 크로니클 - 치이, 프리멜라
- 메르헤븐 - 요정
- 침푸이 - 소희
- 우주인 타로 - 이다, 민민
- 몬스터 - 아이2
  - 뷰티풀 조 - 공주
  - 사무라이 참프루 - 모모
  - 음양대전기 - 미즈키
  - 메이저 - 김철수, 윤다혜
  - 무적 철가방 - 엔도 와카나
  - 블리치 - 잉꼬, 츠무기야 우루루, 코테츠 키요네
  - 선생님의 시간 - 나카야마 치나츠
  - 엠마:영국 사랑 이야기 - 엘레노아 캠벨
  - 위험 최강 단거 할아버지 - 효과음2
- 카레이도 스타 OVA 불사조의 전설 - 어린 레이라
  - 가정교사 히트맨 리본 - 이핀, 블루벨, 어린 료
  - 나루토 질풍전 - 마츠리
  - 도모군 - 마리오
  - 떴다! 럭키맨 - 가을, 신데렐라
  - 세토의 신부 - 반장
  - 요괴인간 타요마 - 호루라기, 호시로
  - 은혼 - 테라카도 츠우
- 메이저: 우정의 강속구 (투니버스) - 전성우
  - 캐릭캐릭 체인지 - 아미, 이루, 나미, 마이아, 세이지, 쿠우, 어린 슈라이어, 루루, 지나
  - 트리니티 블러드 - 릴리스 샤르, 아그네스, 안젤리카  캐릭캐릭 체인지 두근두근 - 아미, 이루, 나유타, 어린 소마
  - 꿈빛 파티시엘 - 감딸기
  - 드래곤볼GT - 팡
  - 원피스 7기 - 토니토니 쵸파
  - 캐릭캐릭 체인지 파티 - 아미, 이루  레터비 - 니치
- 스켓 댄스 - 박슬기, 도레미, 간호사
- 이누야샤 : 홍련의 봉래도 (투니버스) - 아이
- 원피스 9기 - 토니토니 쵸파
- 흑마녀 나가신다 - 이마이
- 웨딩피치 ※2013년 투니버스판 - 포타모스
- 베베데빌 - 카린, 마오 엄마
- 펭귄의 문제 - 베컴
  - 포켓몬스터 AG -  다솜 외 단역
  - 포켓몬스터 베스트위시 -  벨, 슈티, 여경, 소미안, 삼정박사의 리그레, 다부니 2, 보미카, 카베르네, 루크, 카밀레의 저리어, 연남의 마라카치 3, 바라철록 3, 소춘의 고디탱, 모노두 3, 웅도의 고디보미, 풍란의 스완나, 지우의 켄호로우, 영인
- 포켓몬스터 XY(투니버스) - 세레나, 지우의 화살꼬빈, 로이의 오케이징
- 포켓몬스터 W(투니버스) - 세레나
- 재채기 대마왕 - 하푸미
- 건담 빌드 파이터즈 - 캐롤라인, 미카이
- 꿈의 라이브 프리즘스톤 - 한나루
- 리틀펫샵 - 버터크림
- 원피스: 데드 엔드의 모험 (투니버스) - 오소리(아델 바스커드)
- 마이 리틀 포니 - 핑키 파이
- 파페포포 - 초코
- 요괴워치 - 지바냥, 무사냥, 드라큘냥, 가시냥, 복숭아무사냥
- 안녕 자두야 스페셜: 언더 더 씨 - 애기(최승기), 조영
- 신비아파트 시리즈 - 주비
- 아이 엠 스타! - 연두
- 원피스 스페셜 : 3D2Y - 토니토니 쵸파, 스위트피
- 지켜줘 롤리팝 - 리우, 포르테 엄마, 어린 제로
- 새로운 아따맘마 - 은찬
- 아기 고양이 치 : 딩구르 대 모험 - 치
- 레고 프렌즈 - 레이시
- 안녕 자두야 4 : 자두와 친구들 - 애기
- 안녕 자두야 스페셜 진달래의 비밀 - 애기, 경아
- 프리파라 - 라라, 가루루

### KBS
- 무무와 푸푸 (KBS)
- 파파독 - 엄마(백향기)
- 스톤에이지 전설의 펫을 찾아서 (KBS) - 모가, 사라
- 생일왕국의 프린세스 프링 - 프린세스 프링, 피노피노, 로즈

### 타방송사
- 날아라 호빵맨 (애니맥스) - 짤랑이
- 마루코는 아홉살 (애니맥스) - 호야
- 레이튼 교수와 영원한 디바 (디즈니 채널) - 니나
- 마스터햄스터장인 (재능TV) - 실비
- 미스터 맨 쇼 (카툰네트워크) - 어머나 양
- 로보카 폴리 (EBS) -캡, 클리니, 메어리
- 몬스터헌터 스토리즈 라이드온 (카툰네트워크) - 효로
- 안녕 자두야 (SBS, 투니버스) - 애기(최승기)
- 쥬블스 (SBS) - 슈슈, 쿠퍼
- 쥬얼펫 스파클링데코 (어린이TV) - 샤이닝 핑크, 채롯
- 결계사 - 카와카미 키라라, 카스가 요미, 아토라
- 브랏츠 - 밤샘파티 대모험 - 제이드
- 노다메 칸타빌레 파리편, 피날레 - 루이
- 로보카 폴리 - 캡, 클리니
- 절대가련 칠드런 - 츠쿠시 미오, 하나에, 산젠인 나기
- 케이온! - 나카노 아즈사, 타이나카 사토시, 오타 우시오
- 토라도라! - 쿠시에다 미노리
- 페어리 테일 - 웬디 마벨, 미네르바 올랜드
- 치즈 스위트 홈 - 치
- 크로스파이트 비드맨 - 슈몬, 미르 엄마
- 헌터X헌터 리메이크 - 레루트
- 꿈의 보석 프리즘스톤 - 에이미, 소미, 세레나
- 토리코X원피스 : 최강의 콤비 - 쵸파
- 프리파라 - 마나카 라라/라라, 가루루/가루루
- 펜 제로: 파트타임 히어로 (디즈니 채널) - 사시
- 퍼피독 친구들 (디즈니 주니어) - 기타배역
- 바비 드림토피아
- 건담 빌드 파이터즈 트라이 - 캐롤라인, 미카이
- 케모노 프렌즈 - 캄포딱따구리
- DC 슈퍼히어로 걸스 - 호크걸
- Go! Go! 고마짱 - 페페, 해설
- 꼬마유령 캐스퍼 : 새로운 모험 (카툰네트워크) - 제니퍼
- 데스티니 차일드 - 프레이야
- 블랙 클로버 - 릴리 수녀
- 타임트립 24 - 플로렌스
- 하이큐!! 세컨드 시즌 - 시미즈 키요코
- 노블레스 : 파멸의 시작 - 애슐린
- 레전드 블레이드킹 (재능TV) - 청솔
- 엄마 까투리 - 꽁지, 다람쥐
- 엉뚱발랄 콩순이와 친구들 - 미캣, 이모, 송이 엄마
- 토리코 X 원피스 : 해선 열매 헌팅 작전 - 쵸파
- 토리코 X 원피스 X 드래곤볼Z: 천하 제일 식신대회 - 쵸파, 트랭크스
- 원피스 스페셜 : 하트 오브 골드 - 토니토니 쵸파
- 원피스 스페셜 : 에피소드 오브 사보 - 토니토니 쵸파, 스테리, 아이
- 요술공주 밍키 : 꿈속의 윤무 - 밍키
- 원피스 스페셜 : 어드벤처 오브 네브란디아 - 토니토니 쵸파
- 페어리테일 : 봉황의 무녀 - 웬디 마벨
- 사실 나는 - 진보라
- 4월은 너의 거짓말 - 카시와기 나오
- 몬스터헌터 스토리즈 라이드온 - 효로
- 포켓몬스터 뮤츠 각성의 서장 - 버질의 이브이

### 극장용 애니메이션
- 파닥파닥 - 파닥파닥(고등어), 여자도다리, 여고생1
- 원피스 필름 골드 - 쵸파
- 극장판 안녕 자두야 - 애기(최승기), 꼬꼬
- 루팡 3세 vs 명탐정 코난 - 김유미
- 명탐정 코난: 은빛 날개의 마술사 - 선임승무원 박소정
- 원피스 극장판 Z - 토니토니 쵸파
- 더 무비 케이온 - 나카노 아즈사
- 극장판 요괴워치: 탄생의 비밀이다냥! - 지바냥
- 극장판 요괴워치: FOREVER FRIENDS - 깜냥이
- 포켓몬 더 무비 XY 파괴의포켓몬과 디안시 - 세레나
- 포켓몬 더 무비 XY: 후파: 광륜의 초마신 - 세레나
- 포켓몬 더 무비 XY&Z 볼케니온: 기계왕국의 비밀 - 세레나
- 하이큐!!: 끝과 시작 - 시미즈 키요코
- 뽀로로 극장판 보물섬 대모험 - 에디
- 프린스 코기 - 완다
- 극장판 신비아파트: 하늘도깨비 대 요르문간드 - 주비
- 극장판 마이 리틀 포니 시리즈 - 핑키 파이
  - 마이 리틀 포니: 이퀘스트리아 걸스 - 핑키 파이
  - 마이 리틀 포니: 이퀘스트리아 걸스 - 레인보우 락 - 핑키 파이
  - 마이 리틀 포니: 이퀘스트리아 걸스 - 우정 게임 - 핑키 파이, 슈가 코트
  - 마이 리틀 포니: 이퀘스트리아 걸스 - 에버프리의 전설 - 핑키 파이
  - 마이 리틀 포니: 더 무비 - 핑키 파이

### 외화
- 가면라이더 파이즈(대원방송) - 스즈키 테루오
- 울트라맨 X(대원방송) - 유안나
- 파워레인저 애니멀포스(대원방송) - 아무(애니멀 타이거)

### TV 시리즈
- 죽어도 예쁜 걸 - 헤이즐(알렉산드라 코핑어)

### 드라마 CD 더빙
- 나와 그녀와 그녀와 그녀의 건전하지 못한 관계 - 서린

### 게임 더빙
- 그라나도 에스파다 (IMC게임즈) - 루딘 폰 하넨
- 도타2 (밸브 코퍼레이션) - 바람순찰자
- 마비노기 영웅전 - 캐릭터 소개 나레이션
- 마비노기 영웅전 - 미리 (2017년 7월 신규캐릭터)
- 별에 노래를 (D&C GAMES) - 천문영
- 삼국지를 품다 (코에이) - 초선
- 소울워커 - 릴리 블룸메르헨
- 아르피엘 - 아이린
- 던전앤파이터 - 시즈키
- 언라이트 (테크웨이) - 쉐리, 화염의 성녀
- 엘소드 - 루
- 오버워치 - D.Va
- 웬디의 네버랜드 - 팅커벨
- 큐라레: 마법도서관 (팜플) - 셀라, 에리스
- 크리티카 - 도적
- 트리 오브 세이비어 - 여자 캐릭터
- 테일즈런너 - 시호
- 프린세스 메이커 for Kakao - 딸
- 히어로즈 오브 더 스톰 - D.Va
- 아틀란티카 - 크리스틴 마스
- 오버히트 - 강철공주 베아트릭스
- 마스터 오브 이터니티 - 에밀리
- 사이퍼즈 - 집행자 엘프리데
- 원신 - 유라

### 노래
- 아티스트 김현지
- 꿈빛 파티시엘 엔딩 (투니버스) - 꿈빛 레시피
- 꿈빛 파티시엘 프로페셔널 오프닝 (투니버스) - Sweet Romace
- 마이 리틀 포니 (투니버스) - Giggle at the Gostly
- 캐니멀 (EBS)
- 캐릭캐릭 체인지 두근두근 엔딩 (투니버스) - 텔레파시 (캐릭캐릭 체인지 두근두근 사운드 트랙, CJ E&M 배급, 2009년 12월 2일 발매)
- 꿈의 보석 프리즘스톤 (SBS) - Dear My Future, My Transform, Party Driver, Life is Just a Miracle, Mirage JET, Cheer! YeahX2

### 공연
- Voicebook HER - Showcase (2017.3.1)
  - Voicebook HER - Main Show (2017.4.1)